# Municipio de Cottonwood (Dakota del Sur)
El municipio de Cottonwood (en inglés: Cottonwood Township) es un municipio ubicado en el condado de Clark en el estado estadounidense de Dakota del Sur. En el año 2010 tenía una población de 84 habitantes y una densidad poblacional de 0,91 personas por km².

## Geografía
El municipio de Cottonwood se encuentra ubicado en las coordenadas 45°7′23″N 97°41′54″O / 45.12306, -97.69833. Según la Oficina del Censo de los Estados Unidos, el municipio tiene una superficie total de 92.11 km², de la cual 90,34 km² corresponden a tierra firme y (1,93 %) 1,77 km² es agua.

## Demografía
Según el censo de 2010, había 84 personas residiendo en el municipio de Cottonwood. La densidad de población era de 0,91 hab./km². De los 84 habitantes, el municipio de Cottonwood estaba compuesto por el 100 % blancos. Del total de la población el 0 % eran hispanos o latinos de cualquier raza.